# Toby Harris
Jonathan Toby Harris, baron Harris de Haringey (né le 11 octobre 1953) est un homme politique travailliste membre de la Chambre des lords.

## Famille et éducation
Harris est né dans le nord de Londres, fils du généticien Harry Harris et de Muriel Harris (née Hargest), une enseignante. Il fait ses études à la Haberdashers' Aske's Boys' School, puis dans un lycée local. Il rejoint le Parti travailliste à l'âge de seize ans et devient secrétaire de section du Parti travailliste de Highgate Ward alors qu'il est encore à l'école.
Harris va ensuite au Trinity College de Cambridge, où il étudie les sciences naturelles pendant deux ans avant de passer à l'économie. Pendant son séjour à Cambridge, il continue à être actif politiquement et, comme de nombreux étudiants, rejoint les trois clubs politiques afin de pouvoir assister à leurs réunions. Il est président des Cambridge Fabians et président du Cambridge University Labour Club, avant de devenir président du Cambridge Union.
Il détient un doctorat honorifique de l'Université du Middlesex et est pendant plusieurs années professeur invité à l'Université de South Bank de Londres.

## Carrière professionnelle
Après Cambridge, Harris rejoint la division économique de la Banque d'Angleterre, où il se spécialise dans les finances du secteur public. Il passe également une période en tant qu'assistant de Christopher Dow, qui est alors directeur exécutif de la Banque.
Il est ensuite directeur adjoint du Conseil des consommateurs d'électricité, où il dirige les volets politique de tarification et politique sociale des travaux du Conseil. Il est vice-président du National Fuel Policy Forum et membre du Council of Management of Neighbourhood Energy Action.
Harris est ensuite directeur de l'Association of Community Health Councils for England and Wales, qui est alors l'organe statutaire national représentant les intérêts des utilisateurs du National Health Service, de 1987 à 1998. Il est membre du comité exécutif de l'Association des patients et siège à divers organismes du ministère de la Santé, notamment l'Openness in the NHS Steering Group, le Mental Health Task Force Group, le NHS Charter Advisors Group et le comité sur les effets médicaux de la pollution atmosphérique.
En 1998, Harris créé Toby Harris Associates qui fournit des conseils stratégiques à un large éventail d'organisations des secteurs public et privé. Il travaille notamment pour Unisys, Lockheed Martin, Microsoft, Airwave Solutions, Sunrise Radio, National Grid et Humana Europe.
Il est également pendant un certain nombre d'années conseiller principal de KPMG et associé principal du King's Fund, ainsi que conseiller spécial du Board du Transport de Londres.
Il est coordinateur britannique pour l'Electric Infrastructure Security Council qui rassemble l'industrie de l'énergie, les fournisseurs d'infrastructures vitales, le gouvernement central et local, le secteur bénévole et le milieu universitaire pour aider à atténuer les risques et les conséquences d'une vaste zone et panne de longue durée de l'alimentation électrique.

## Carrière politique
Après l'université, Harris est président national des Young Fabians et siège à l'exécutif de la Fabian Society et redevient actif au sein du London Labour Party, en tant que président du comité travailliste de la circonscription de Hornsey.
Il est élu au conseil du Borough londonien de Haringey, dont il est alors le plus jeune membre, en 1978 et reste membre pendant 24 ans. Pendant cinq ans, il préside le comité des services sociaux du Conseil et est également whip en chef du groupe travailliste. De 1987 à 1999, il est chef du Conseil, ayant été élu au cours d'une période mouvementée de l'histoire du Conseil comme son septième chef en sept ans et demi. Il a pour tâche de stabiliser les finances du Conseil et de gérer les dépenses excessives de plusieurs millions de livres sous la direction de Bernie Grant. Il doit également s'occuper de la restauration de l'Alexandra Palace et des dettes contractées depuis que Haringey a repris sa propriété du Greater London Council en 1980.
En 1993, il est élu par le conseil des dirigeants travaillistes de Londres comme président de l'Association of London Authorities (ALA) et, deux ans plus tard, il dirige les discussions qui conduisent à la fusion de l'ALA avec la London Boroughs Association (qui comprenait auparavant les dirigeants des arrondissements conservateurs et libéraux-démocrates) pour former l'Association of London Government (aujourd'hui London Councils), qu'il préside ensuite jusqu'à sa démission en 2000.
Harris est également actif au sein de l'Association des autorités métropolitaines, dont il préside le comité des services sociaux, menant les négociations avec le gouvernement central sur l'introduction des soins dans la communauté et de la loi sur les enfants. Lorsque l'Association des collectivités locales est formée en 1997, Harris préside le groupe travailliste jusqu'en 2004.
Harris est membre de l'Assemblée de Londres de 2000 à 2004, représentant la circonscription de Brent et Harrow. Il est le chef du groupe travailliste à l'Assemblée jusqu'à ce qu'il perde son siège aux élections législatives de 2004. Il est le premier président de la Metropolitan Police Authority de 2000 à 2004, supervisant la mise en place d'agents de soutien communautaire de la police et de la police de quartier.

## Postes publics
Après avoir perdu son siège à l'Assemblée de Londres en 2004, le ministre de l'Intérieur, David Blunkett, le nomme représentant du ministre de l'Intérieur à la Metropolitan Police Authority, chargé de superviser le travail de la Metropolitan Police dans la lutte contre le terrorisme et la sécurité.
Harris préside également le Groupe consultatif indépendant sur les décès en détention qui relève du ministère de la Justice, du ministère de l'Intérieur et du ministère de la Santé de 2009 à 2015.
Il préside National Trading Standards qui assure l'application de la protection des consommateurs aux niveaux national et régional depuis 2013 et le Groupe de référence indépendant de la National Crime Agency depuis 2017.
Il est un ancien membre du conseil d'administration du London Ambulance Service et du Transport for London. Il est membre du Comité européen des régions de 1994 à 2002.

## Activités parlementaires
Harris est nommé par Tony Blair comme pair à vie le 5 août 1998 avec le titre de baron Harris de Haringey, de Hornsey dans le quartier londonien de Haringey, prenant son siège en octobre 1998 en tant que membre travailliste. Il est président du groupe des pairs travaillistes depuis 2012 (après avoir été vice-président de 2008 à 2012).
Au Parlement, il siège au Comité mixte sur la stratégie de sécurité nationale et préside le Groupe parlementaire multipartite sur la police. Il est président du comité de la Chambre des Lords sur l'héritage des Jeux olympiques et paralympiques de 2012 et est également membre du comité des Lords sur la sécurité personnelle sur Internet.

## Examens et rapports d'enquête
En 2014, le ministre des prisons de l'époque demande à Harris de mener une étude indépendante sur les suicides de 87 jeunes en prison. Elle est publiée l'année suivante sous le nom de Harris Review: Changing Prisons, Saving Lives et est un rapport substantiel sur la politique pénale dont la publication est saluée comme "un moment décisif" par les militants,.
En 2016, Sadiq Khan, le maire nouvellement élu de Londres, charge Harris de mener un examen indépendant de la préparation de Londres dans la réponse à un incident terroriste majeur. La plupart des recommandations de son rapport sont acceptées bien que toutes n'aient pas été mises en œuvre au moment des attentats terroristes de Londres au printemps 2017.

## Activités caritatives
Harris préside la Freedom Charity, qui sensibilise les jeunes au mariage forcé et intervient pour empêcher que les filles ne soient forcées de se marier contre leur gré, de 2009 à 2014.
Harris préside le Wembley National Stadium Trust de 1995 à 2018. Le Trust mène avec succès l'appel d'offres pour le financement de la loterie pour permettre la reconstruction du stade national à Wembley et une fois le nouveau stade rouvert, distribue 1% du chiffre d'affaires du stade pour soutenir les activités sportives communautaires.
Il est également à plusieurs reprises administrateur de la Safer London Foundation, du Evening Standard Blitz Memorial Trust, du Help for Health Trust et du Bilimankhwe Arts.
Il est directeur du Cyber Security Challenge à but non lucratif.
Depuis janvier 2019, il est président du Fundraising Regulator.